# ラルフ・H・ジョンソン
ラルフ・ヘンリー・ジョンソン（Ralph Henry Johnson、1949年1月11日 - 1968年3月5日）は、ベトナム戦争中の1968年3月に英雄として死後に名誉勲章を授与されたアメリカ海兵隊員である。手榴弾が投げ込まれたとき、彼は即座にそれを身体で覆い、爆風を完全に吸収して、仲間の海兵隊員を救い、敵が自分の哨戒区域に侵入するのを防いだ。

## 経歴
ラルフ・ジョンソンは、サウスカロライナ州チャールストンで生まれ、チャールストンのコートネイ小学校とサイモントン中学校に通った。
ジョンソンは1967年3月23日にカリフォルニア州オークランドで米海兵隊予備軍に入隊し、1967年7月2日に正規海兵隊に入隊するために除隊した。
1967年9月にカリフォルニア州MCRDサンディエゴの新兵訓練連隊第1大隊で新兵訓練を終了すると、カリフォルニア州キャンプ・ペンドルトンに転属。第2歩兵連隊第3大隊Y中隊で個人戦闘訓練、第2歩兵訓練連隊基礎歩兵訓練中隊で基礎歩兵訓練を受け、1967年11月に後者を終了。1967年11月1日、一等兵に昇格。
1968年1月、ベトナム共和国に到着し、第1海兵師団第1偵察大隊A中隊で偵察を務めた。
1968年3月5日、アンホア戦闘基地北西の「アリゾナ領域」で第7海兵隊第3大隊が4日間行ったロック作戦で、彼の15人の偵察パトロールは、クアンダックドック谷の丘146で小隊規模の敵部隊に攻撃された。仲間と共有する戦闘穴に手榴弾が落ちると、彼は警告を叫び、すぐに爆薬の上に体を投げ出した。爆風の衝撃をすべて吸収し、彼は即死した。この日の英雄的な行動が評価され、死後、米国最高位の勲章である名誉勲章が授与された。 その後、ジョンソンはサウスカロライナ州のビューフォート国立墓地に埋葬された。 

## 勲章と栄誉

### 軍事装飾
彼のメダルと装飾の完全なリストには、名誉勲章、パープル ハート、国土防衛従軍章、2 つのブロンズ スター付きのベトナム従軍勲章、パーム付きのベトナム勇敢十字章、ベトナム軍事功績メダル、およびベトナム共和国ベトナム戦争勲章。
| A light blue ribbon with five white five pointed stars |  |                           |
|                                                        |  | Bronze star · Bronze star |
|                                                        |  |                           |

|                      | 名誉勲章                       |                           |
| パープルハート       | 国土防衛従軍章                 | ベトナム従軍勲章(3回受賞) |
| ベトナム軍事功労勲章 | ベトナム勇敢十字章(パーム付き) | ベトナム戦争勲章          |

### 栄誉

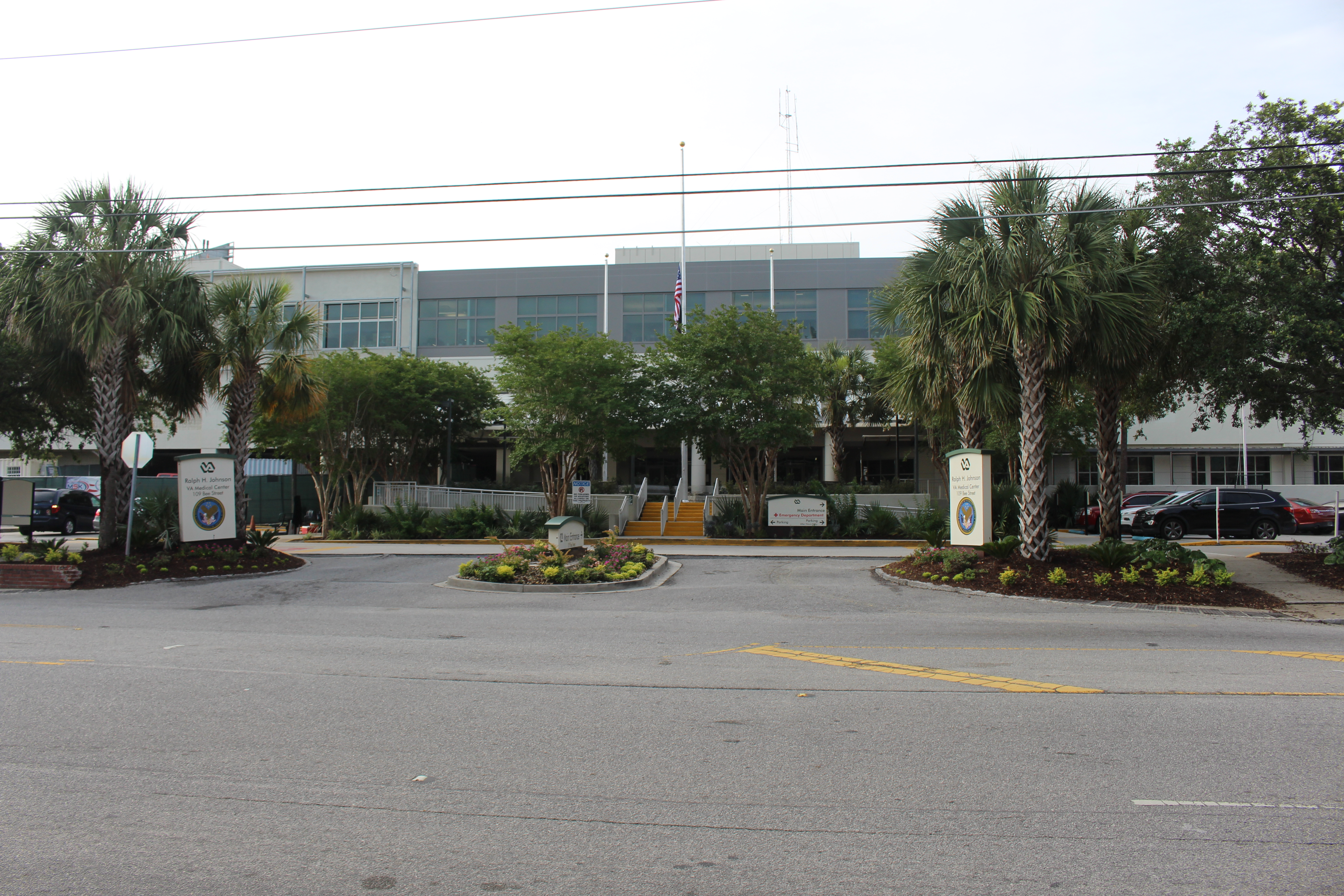
ラルフ H. ジョンソン VA メディカル センター

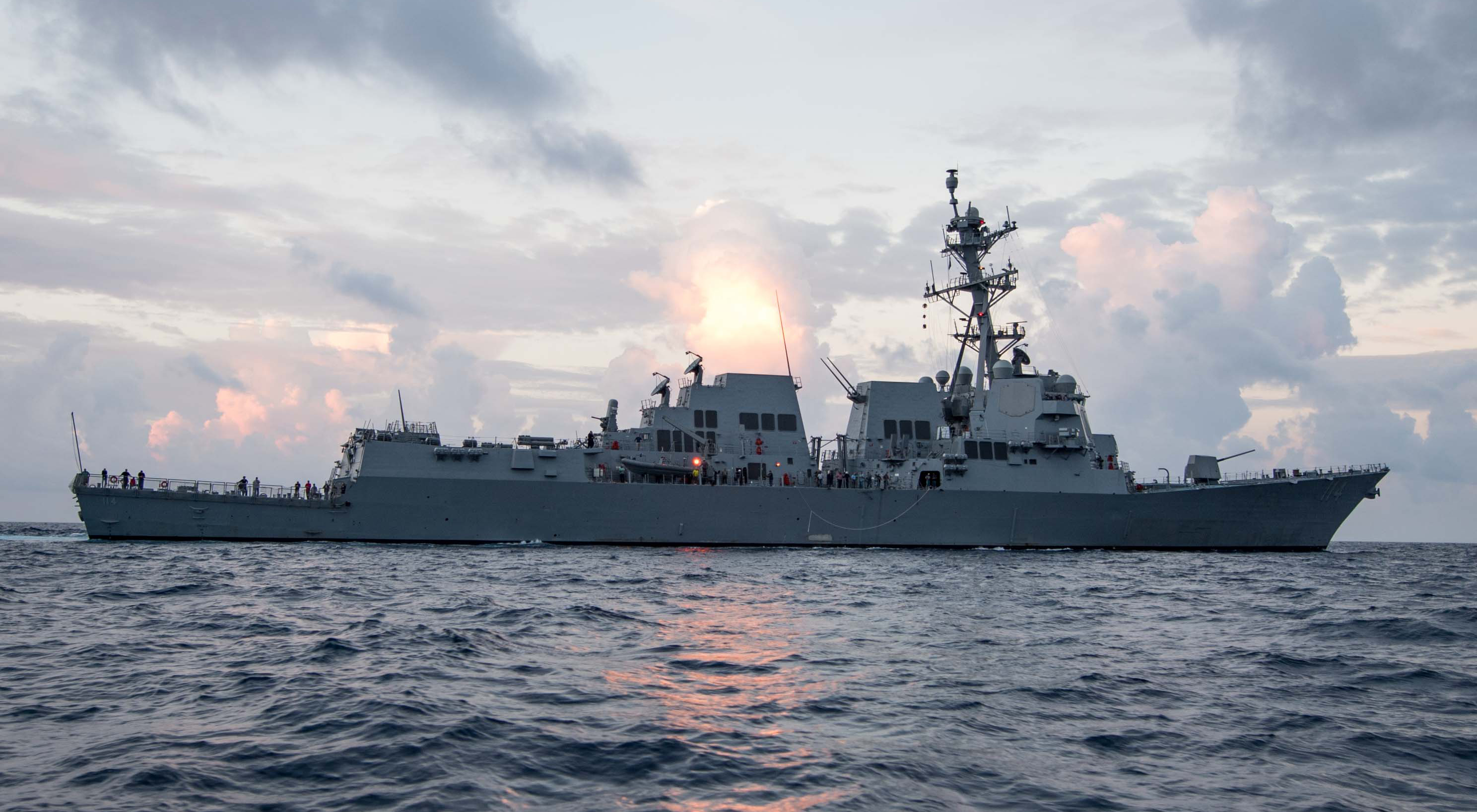
USSラルフ・ジョンソン

サウスカロライナ州チャールストンのラルフ・H・ジョンソンVAメディカルセンター（旧チャールストンVAメディカルセンター）は、ジョンソンPFCに敬意を表して改名され、1991年9月5日に正式に献辞が行われた。ジョンソンの名誉勲章は、名誉勲章の引用文と彼の肖像画とともに、ラルフ・H・ジョンソンVAメディカルセンターのフロントロビーに額装され、一般に展示されている。
2012年2月15日、海軍は新型アーレイ・バーク級誘導ミサイル駆逐艦を、彼の名誉を称えUSSラルフ・ジョンソンと命名すると発表した。この軍艦は2018年3月19日にチャールストン港のコロンバス・ストリート・ターミナルに到着し、3月24日に就役した。
ジョンソンの名前は、ワシントンD.C. のベトナム戦争戦没者慰霊碑(「壁」) のパネル 43E、ライン 008 に刻まれている

## 名誉勲章の引用
アメリカ合衆国大統領は、死後に名誉勲章を贈呈することに誇りを持っている。
次の引用に記載されているサービスの場合:
第一海兵師団第一偵察大隊A中隊に所属し、ベトナム共和国において北ベトナム軍およびベトコン部隊と戦った偵察隊員として、職務以上の命を賭した勇気と不屈の精神に対し、顕著な貢献をした。ロック作戦中の1968年3月5日早朝、ジョンソン一等兵は15人の偵察パトロール隊の一員として、敵の支配地域奥深くにあるクアンドウック谷を見下ろす丘146の観測所を守っていた。彼らは、小隊規模の敵対勢力から自動小銃、サッチェルチャージ、手りゅう弾などで攻撃を受けた。突然、手榴弾がジョンソン一等兵と2人の海兵隊員のいる3人用の戦闘ホールに着弾した。仲間に危険が迫っていることを悟ったジョンソン一等兵は、警告を叫び、躊躇なく爆発物の上に身を投じた。手榴弾が爆発したとき、ジョンソン一等兵は爆風の衝撃を吸収し、即死した。彼の迅速かつ英雄的な行動は、自分を犠牲にして一人の海兵隊員の命を救い、間違いなく敵がパトロールの境界の彼のセクターに侵入するのを防いだ。ジョンソン一等兵の勇気と勇気ある行動、そして無私の義務への献身は、海兵隊と米国海軍の最高の伝統に沿うものであった。彼は祖国のために勇敢に命を捧げた。
/S/リチャード・M・ニクソン